# Irmino
Irmino (en ucraniano: Ірміно; en ruso: Ирмино) es una ciudad ucraniana perteneciente al óblast de Lugansk. Situada en el este del país, hasta 2020 era parte del área municipal de Stajánov, pero hoy es parte del raión de Alchevsk y del municipio (hromada) de Irmino.
Irmino forma parte de la aglomeración Alchevsk-Kádievka, en el Dombás, que cuenta con más de medio millón de habitantes. La ciudad se encuentra ocupada por Rusia desde la guerra del Dombás, siendo administrada como parte de la de facto República Popular de Lugansk.

## Geografía
Irmino está situada a orillas del río Lugan, a unos 6 km al noroeste de Kádievka y 55 kilómetros al oeste de Lugansk

## Historia
Irmino fue el primer pueblo de Petrivka (en ucraniano: Петрівка) fundado en 1808 por campesinos de la gobernación de Poltava. La localidad fue rebautizado como Irmino en 1898 por el nombre de la mina de carbón más cercana (que a su vez llevaba el nombre de Irma, hija del dueño de la mina).
En 1936, el pueblo alcanzó el estatus de asentamiento urbano. Además, fue la mina Tsentralno-Irmino, donde trabajaba desde 1927, donde Alekséi Stajánov logró extraer 102 toneladas de carbón, es decir, 14 veces la norma, la noche del 30 de agosto. al 31 de agosto de 1935. En ese momento, Irmino dependía de Kadíevka.
Durante la Segunda Guerra Mundial, la ciudad fue ocupada por el avance de las tropas alemanas el 12 de julio de 1942 y liberada por el Ejército Rojo el 3 de septiembre de 1943.
Irmino alcanzó el estatus de asentamiento urbano y tomó el nombre de Teplohirsk (en ucraniano: Теплогірськ) en 1977. En ese momento, la empresa más grande de la ciudad era una planta de equipos hidráulicos.
El tranvía de Stájanov tenía conexión con Irmino hasta que se suspendió en 2008. El 8 de julio de 2010, la ciudad pasó a llamarse de nuevo Irmino tras un referéndum local en el que el 71% de los votantes lo hicieron a favor.
A partir de mediados de abril de 2014, debido a la guerra del Dombás, Irmino es controlada por la autoproclamada República Popular de Lugansk y no por las autoridades ucranianas. El 12 de diciembre de 2015, cerca de la ciudad, Pável Dremov, uno de los comandantes de la RPL, murió como resultado de la explosión de un automóvil personal.

## Demografía
La evolución de la población de Irmino entre 1923 y 2022 fue la siguiente:
| 2794                                                          | 5276 | 15 327 | 21 512 | 19 090 | 18 549 | 13 053 | 10 044 | 9764 | 9659 | 9452 | 9270 |
| (Fuente: Cities & Towns of Ukraine y UKRAINE: Größere Städte) |      |        |        |        |        |        |        |      |      |      |      |